# Lettische Leichtathletik-Meisterschaften 2020
Die Lettischen Leichtathletik-Meisterschaften wurden vom 8. bis 9. August 2020 im Zemgales Olimpiskā centra Stadions in Jelgava ausgetragen. Die Bewerbe über 10.000 Meter wurden am 4. Juli in Piltene abgehalten.

## Medaillengewinner

### Männer
| Disziplin          | Gold | Leistung     | Silber | Leistung     | Bronze                                                                                  | Leistung     |
| ------------------ | --- | ------------ | --- | ------------ | --------------------------------------------------------------------------------------- | ------------ |
| 100 m              | Emīls Kristofers Jonāss                                                                                              | 10,74 s      | Valērijs Valinščikovs | 10,78 s      | Jānis Mezītis                                                                           | 10,86 s      |
| 200 m              | Iļja Petrušenko | 21,90 s      | Oskars Grava | 22,07 s      | Mikus Pētersons                                                                         | 22,44 s      |
| 400 m              | Artūrs Pastors | 47,39 s      | Maksims Sinčukovs | 47,72 s      | Iļja Petrušenko                                                                         | 48,63 s      |
| 800 m              | Maksims Sinčukovs | 1:50,06 min  | Austris Karpinskis | 1:52,05 min  | Jānis Razgalis                                                                          | 1:52,89 min  |
| 1500 m             | Jānis Razgalis | 3:54,68 min  | Arnis Ozoliņš | 3:55,28 min  | Rojs Puks                                                                               | 3:56,21 min  |
| 5000 m             | Uģis Jocis | 14:53,25 min | Artūrs Niklāvs Medveds                                                                                                   | 15:21,48 min | Arnis Ozoliņš                                                                           | 15:37,43 min |
| 10.000 m           | Uģis Jocis | 30:03,26 min | Reinis Hartmanis | 33:03,04 min | Artūrs Niklāvs Medveds                                                                  | 31:40,61 min |
| 110 m Hürden       | Kristaps Sunteiks | 15,30 s      | Armands Buivids | 15,35 s      | Kārlis Sondors                                                                          | 15,41 s      |
| 400 m Hürden       | Dmitrijs Ļašenko | 53,98 s      | Dmitrijs Ļašenko | 57,21 s      | Reinis Rozenbahs                                                                        | 58,85 s      |
| 3000 m Hindernis   | Alberts Blajs | 9:09,75 min  | Artūrs Niklāvs Medveds                                                                                                   | 9:23,45 min  | Andrejs Bānis                                                                           | 10:02,41 min |
| 4 × 100 m Staffel  | Daugavpils Individuālo sporta veidu skola Ņikita Ivanovs Erlends Gipters Etjens Viktors Beļašovs Aleksandrs Visockis | 43,69 s      | Bauskas BJSS Aksels Griba Mārtiņš Rūgums Kristiāns Lauva Kristaps Sunteiks                                               | 44,33 s      | SS "Arkādija" Maksims Pjazings Mikus Saldovers Oskars Grava Dainis Aleidzāns            | 45,49 s      |
| 4 × 400 m Staffel  | Liepājas SSS Dmitrijs Ļašenko Rojs Puks Iļja Petrušenko Ralfs Roga                                                   | 3:26,34 min  | Daugavpils Individuālo sporta veidu skola Ņikita Bogdanovs Jurijs Kravčonoks Aleksandrs Visockis Etjens Viktors Beļašovs | 3:27,89 min  | Daugavpils nov./VK "Olimpija" Vilmārs Settarovs Elvis Ancāns Jānis Soms Kaspars Bebrišs | 4:13,01 min  |
| 10.000 m Bahngehen | Raivo Saulgriezis | 42:47,70 min | Ruslans Smolonskis | 43:55,92 min | Normunds Ivzāns                                                                         | 45:42,20 min |
| Hochsprung         | Rihards Vaivads | 2,05 m       | Edvarts Eglītis | 2,01 m       | Pēteris Krauja                                                                          | 1,96 m       |
| Stabhochsprung     | Mareks Ārents | 5,10 m       | Jurijs Avsiščers | 4,30 m       | Niks Samauskis                                                                          | 3,75 m       |
| Weitsprung         | Sandis Dzenītis | 7,10 m       | Pēteris Pauls Vīksne | 7,01 m       | Rinalds Smilga                                                                          | 6,89 m       |
| Dreisprung         | Rinalds Smilga | 14,57 m      | Armands Aivis Gorbačovs                                                                                                  | 15,36 m      | Dāvis Kalniņš                                                                           | 14,27 m      |
| Kugelstoßen        | Māris Urtāns | 15,72 m      | Edgars Berķis | 15,32 m      | Arnis Žviriņš                                                                           | 15,04 m      |
| Diskuswurf         | Oskars Vaisjūns | 49,29 m      | Arnis Žviriņš | 47,95 m      | Aleksandrs Volkovs                                                                      | 44,75 m      |
| Hammerwurf         | Igors Sokolovs | 60,81 m      | Makars Korotkovs | 60,75 m      | Eļčins Gasanovs                                                                         | 56,03 m      |
| Speerwurf          | Gatis Čakšs | 83,80 m      | Jānis Svens Grīva | 70,24 m      | Matīss Velps                                                                            | 69,70 m      |

### Frauen
| Disziplin          | Gold | Leistung     | Silber                                                                          | Leistung     | Bronze                                                              | Leistung     |
| ------------------ | --- | ------------ | ------------------------------------------------------------------------------- | ------------ | ------------------------------------------------------------------- | ------------ |
| 100 m              | Sindija Bukša | 11,73 s      | Līga Vecbērza                                                                   | 11,99 s      | Anna Paula Auziņa                                                   | 12,43 s      |
| 200 m              | Sindija Bukša | 23,73 s      | Amanda Hilda Gromova                                                            | 24,86 s      | Luīze Dārta Sietiņa                                                 | 25,20 s      |
| 400 m              | Patricija Cīrule | 56,37 s      | Paula Katrīna Skalberga                                                         | 58,12 s      | Viktorija Osipenko                                                  | 58,34 s      |
| 800 m              | Līga Velvere | 2:02,85 min  | Patricija Cīrule                                                                | 2:11,68 min  | Invida Mauriņa                                                      | 2:13,79 min  |
| 1500 m             | Kamilla Vanadziņa                                                                                                   | 4:33,26 min  | Elēna Miezava                                                                   | 4:34,47 min  | Rebeka Draudiņa                                                     | 5:03,54 min  |
| 5000 m             | Karīna Helmane-Soročenkova                                                                                          | 17:01,60 min | Agate Caune                                                                     | 18:11,83 min | Gundega Heidingere                                                  | 18:29,45 min |
| 10.000 m           | Karīna Helmane-Soročenkova                                                                                          | 35:45,38 min | Kitija Valtere                                                                  | 38:25,69 min | Madara Frēliha                                                      | 40:37,83 min |
| 100 m Hürden       | Marta Marksa | 13,97 s      | Kristīne Blaževiča                                                              | 14,16 s      | Paula Sprudzāne                                                     | 14,73 s      |
| 400 m Hürden       | Madara Lungeviča | 62,67 s      | Patrīcija Sarmule                                                               | 63,28 s      | Viviena Vita Volbeta                                                | 66,17 s      |
| 3000 m Hindernis   | Alīna Sokunova | 11:27,77 min | Anna Marija Petrakova                                                           | 11:33,98 min | Solveiga Ozola-Ozoliņa                                              | 12:07,17 min |
| 4 × 100 m Staffel  | BJC IK "Auseklis" Asnāte Kalniņa Anna Paula Auziņa Paula Katrīna Skalberga Sindija Bukša                            | 46,95 s      | SS "Arkādija" Evija Šēfere Alevtina Gūtmane Marija Ševcova Jeļizaveta Romaņenko | 48,54 s      | Jēkabpils SS Zane Zemīte Lāsma Zemīte Ieva Ivanova Kristīne Ivanova | 48,62 s      |
| 4 × 400 m Staffel  | Daugavpils Individuālo sporta veidu skola Viktorija Popovičeva Jūlija Soldatenkova Elīna Gumarova Anastasija Kisele | 4:11,34 min  | Liepājas SSS Alise Šterna Mērija Megija Zabe Annija Ārberga Amina Askarova      | 4:22,32 min  |                                                                     |              |
| 10.000 m Bahngehen | Modra Ignate | 52:15,21 min | Agnese Pastare                                                                  | 56:55,45 min | Elīna Lāce                                                          | 59:36,95 min |
| Hochsprung         | Lāsma Zemīte | 1,80 m       | Solvita Dzilnava                                                                | 1,76 m       | Darja Sopova                                                        | 1,74 m       |
| Stabhochsprung     | Ildze Bortaščenoka                                                                                                  | 3,75 m       | Sonija Aškinezere                                                               | 3,65 m       | Anete Jete Meiere                                                   | 3,15 m       |
| Weitsprung         | Rūta Kate Lasmane                                                                                                   | 6,10 m       | Ieva Turķe                                                                      | 5,99 m       | Kitija Paula Melnbārde                                              | 5,81 m       |
| Dreisprung         | Rūta Kate Lasmane                                                                                                   | 13,82 m      | Darja Sopova                                                                    | 12,54 m      | Zane Zemīte                                                         | 12,50 m      |
| Kugelstoßen        | Linda Ozola | 14,18 m      | Anna Gulbe                                                                      | 13,90 m      | Lāsma Padedze                                                       | 13,09 m      |
| Diskuswurf         | Inga Miķelsone-Leimane                                                                                              | 45,70 m      | Vineta Krūmiņa                                                                  | 44,76 m      | Dace Šteinerte                                                      | 43,96 m      |
| Hammerwurf         | Elva Vestarta | 46,20 m      | Liene Roziņa                                                                    | 45,56 m      | Kristiāna Poļakova                                                  | 45,14 m      |
| Speerwurf          | Līna Mūze | 60,10 m      | Madara Palameika                                                                | 58,70 m      | Anete Kociņa                                                        | 58,58 m      |